# Imre Payer
Imre Payer, também conhecido como Imre Perényi (Sopron, 1 de junho de 1888 – Győr, 16 de agosto de 1957) foi um futebolista húngaro que atuava como zagueiro. Payer jogava no Ferencvárosi TC quando foi convocado pela Seleção Húngara de Futebol para participar do torneio de futebol dos Jogos Olímpicos de Verão de 1912 pela Seleção Húngara. Ele jogou 21 vezes, marcando quatro gols.